# Dakhtak
Dakhtak (persiska: دختک) är en ort i Iran.   Den ligger i provinsen Kerman, i den sydöstra delen av landet, 900 km sydost om huvudstaden Teheran. Dakhtak ligger 2 198 meter över havet och antalet invånare är 125.
Terrängen runt Dakhtak är huvudsakligen kuperad, men den allra närmaste omgivningen är platt. Terrängen runt Dakhtak sluttar söderut. Runt Dakhtak är det glesbefolkat, med 12 invånare per kvadratkilometer. Närmaste större samhälle är Rābor, 8,9 km väster om Dakhtak. Omgivningarna runt Dakhtak är i huvudsak ett öppet busklandskap.